# 絶望 -青い果実の散花-
『絶望-青い果実の散花-』（ぜつぼう あおいかじつのさんか）は、スタジオメビウスから1999年9月10日に発売されたアダルトゲーム。

## 概要
スタジオメビウスの出世作『悪夢 -青い果実の散花-』の続編に当たるが、ゲームシステムは大きく変更され、また主人公一味以外にストーリー上のつながりはない。
前作の『悪夢』では、最初から全ヒロインが囚われの状態であり、アジトとしている廃校（さらにいえば自室、広間、地下室）のみを舞台としていたが、この作品では亡霊や様々な人間（捕えたヒロインを含む）の姿でマップ上を移動してヒロインを捕獲=アジト（旧校舎）に誘い込むことがメインとなる。
もともとは、『学校の怪談』をモチーフに旧校舎を舞台にした「学校の亡霊」というタイトルの企画だった。その名残はイベント「肝試し編」として残っている。
作中で前作からどれほど後の時期が舞台かは明示されていないが、発表時の雑誌広告には主人公の死刑は確定後数ヶ月で執行されたとの記述があるのでさほど時間はたっていないと見られる。また、2004年に発売されたファンディスク『めびにゃ』内の「暗黒SNOW」（『絶望』より後の時系列）OPには「数年前、この国には勝沼財閥が存在した」とのテロップが流れるのでやはり『悪夢』の数年後と見るのが妥当である。ただし後述する小説版では主人公の死後（具体的には財閥の消滅後）に聖セリーヌ学園が開校したという設定になっているので、その間校舎を建て替えていることも考えると前作から少なくとも10年以上は経過していることになる。
なお、前作で主人公たちが引き起こした事件は作中では「修学旅行バスジャック事件」という多分にぼかしがかかった名称で呼ばれている。
2004年のソフマップインタビューでは「『絶望』がヒットしたおかげで周囲を見る余裕ができた」と述べられている。

## ストーリー
前作にて、少女集団誘拐を企てた「紳一」たち。誘拐に成功し、少女たちの貞操を奪い取り、あげくは彼女らを殺害するなど、悪行三昧を繰り返した紳一たちだったが、結局は当局の手によって逮捕されてしまう。その後、裁判で死刑判決を受け、彼らは処刑されてしまう。しかし、彼らの強い肉欲の念は地獄からの引力に勝っていた。亡霊として現世に復活をはたす紳一たち。事故で植物人間になった浮浪者「茂」の肉体を利用し、彼らは再び少女狩りを始める……。

## 登場人物

### 主人公とその協力者
本作に登場する女の子の数はサブキャラクターも含めて50人以上。
勝沼 紳一（かつぬま しんいち）
主人公。勝沼財閥の代表。先の少女集団誘拐殺人の首謀者で、絞首刑を受けた亡霊。
本編では表示されないが、冷笑をたたえた全裸の美青年の姿で現れる。
古手川が用意した茂の肉体を使い、ゲームを始める。
古手川 厳三郎（こてがわ ごんさぶろう）
紳一に仕えていた執事。紳一とともに絞首刑となり、先に蘇ってゲームの下準備をしていた。
頭部全体がねじれ、追いすがる亡霊の姿で現れる。紳一が誘い込んだ少女たちの前に現れ、その姿を見せつけ気絶させる役割も担当（ほぼ全ての少女に有効）。
少女を捕らえるため、および個別エンドに到達するためのヒントは彼から聞くことができる。
主への忠誠心は厚く、また上記のとおり作中での貢献度は他の2人とは比べ物にならないがこのゲームは紳一の意志よりもむしろ古手川の思惑で成り立っている。紳一の復活以前にすでに茂の体で少女を陵辱し、相手を自我崩壊させていることがほのめかされている。
椎名 直人（しいな なおと）
紳一の側近。先の事件で紳一をかばい、警官隊の銃撃によって射殺された。
顔面を変形させた古手川や木戸と違い、全身に銃創を受けた血まみれの姿で現れる。
忠誠心は厚いが、「少女が絶滅しても、紳一様さえいれば満足できる人」と古参ファンが絶賛した前作ほどの忠誠心はない。
木戸 大門（きど だいもん）
紳一の側近。逮捕後に脱走したものの失敗して射殺された。
ヤクザの風体だった前作とはまったく違い、頭部を横に引き伸ばした怪しげな紳士の風体で現れる。
力技の強引な陵辱を繰り返す前作とは違い、力技に加えて変態的な奉仕をさせたり相手の体を愛でたり性格が変わっている。
古手川と直人の尋常ではない忠誠心に比べると、人並みの忠誠心しかない。
なお、ノベルス版では生前の職業が紳一の会社の経営者から専属ボディガードに変更されている。
草陰 茂（くさかげ しげる）
「聖セリーヌ学園」旧校舎に住み着いていた浮浪者。
事故で植物状態になっていたところを古手川によって紳一の仮の体として確保される。彼自身もゆがんだ性欲の持ち主で、過去に少女を旧校舎に連れ込んで乱暴した前科があるらしい。

### ヒロイン

#### 初期のヒロイン
園田 みちる（そのだ -）
紳一の死後に発展した園田グループの会長の長女で、聖セリーヌ学園に通う。古手川は園田グループについて、勝沼財閥より小さな財閥であると紳一に説明している。実家の権勢を鼻に掛けた高飛車な性格だが、宿題を他人にやらせようとするなどあまり頭は良くない。
血液型：A型、身長：167cm、スリーサイズ：88/60/89
園田 瑠美（そのだ るみ）
園田グループ会長の次女で、みちるの妹にあたる。姉とは正反対のおしとやかな性格だが、姉のことを慕っている。カレン女学院に通っており、姉と授業時間が異なるようで、ほぼいつも自宅にいる。
血液型：A型、身長：158cm、スリーサイズ：80/57/82
斉藤 真弓（さいとう まゆみ）
園田家で働くメイドで、園田姉妹の身の回りの世話を担当している。住み込みではなく実家から通勤している。
血液型：O型、身長：160cm、スリーサイズ：85/58/85
七瀬 星花（ななせ せいか）
聖セリーヌ学園の女子生徒。スズハラ・プロダクションに所属する人気アイドルでもあり、両親、姉ともに芸能人である。実は豊胸手術をしている。
血液型：AB型、身長：155cm、スリーサイズ：85/57/86
篠田 香苗（しのだ かなえ）
元アイドルだったが引退し、現在はスズハラ・プロダクションで星花のマネージャーを務めている。事務所の方針に不満を持っている。
初期設定では単に「星花のマネージャー」であり、既婚者（バツイチ）として設定されていた。
血液型：A型、身長：169cm、スリーサイズ：89/60/88
前島 えみる（まえじま -）
カシワ・プロダクションに所属する実力派アイドル。星花と美衣亜が親の七光りでデビューしたと思っていて強くライバル視しており、仕事に関して2人を批判することが多い。とはいえ仕事を離れても2人と行動を共にすることが多い。
血液型：O型、身長：166cm、スリーサイズ：87/59/88
北野 美衣亜（きたの みいあ）
映画監督の娘で、子供向け番組で人気のアイドル。パオパオ劇団に所属している。天然ボケ。特に星花と仲がいい。えみると美衣亜は星花と同年代だが、学校に通う描写はない。
血液型：B型、身長：162cm、スリーサイズ：83/58/84
井内 翔子（いうち しょうこ）
不動産業の娘で、聖セリーヌ学園に通っている。一人称が「オレ」の乱暴な性格で、躾の目的で女子寮に入れられた（同校は全寮制ではないが、通学できる範囲に住んでいる生徒も多数入寮している）。いつも様々な企画を立てて友人達を強引に巻き込んでおり、肝試しを思いついたことが悲劇を招く。
血液型：A型、身長：158cm、スリーサイズ：86/58/87
松山 砂織（まつやま さおり）
船長とピアニストの娘。両親とも仕事で国内にほとんどいないため、聖セリーヌ学園の女子寮に入っている。性格も良く、学校中で人気の美少女。男子で人気No.1の柴田雅也とほぼ両想い。
肝試し編の企画段階ではヒロイン扱いだった。
血液型：AB型、身長：156cm、スリーサイズ：83/57/84
川島 夏美（かわしま なつみ）
聖セリーヌ学園に通う政治家の娘で、水泳選手としてかなりの実力。わがままなみちるとよく喧嘩している。攻略対象ではただ1人のボクっ娘。
血液型：B型、身長：159cm、スリーサイズ：85/58/85
九条 静香（くじょう しずか）
聖セリーヌ学園に通う女子生徒。両親が他界したため、姉妹3人とも陶芸家の祖父に引き取られている。人間国宝である祖父宅は工房も備える程の広さがある。無口で傍目には何を考えているか分からないところがある。風呂と動物が好き。わずかだが予知や遠隔透視の力がある。
血液型：O型、身長：160cm、スリーサイズ：83/58/85
九条 薫（くじょう かおる）
静香の姉。叔父の経営する製薬会社・九条製薬で働いているが、厚遇されてはいない。
血液型：O型、身長：164cm、スリーサイズ：87/58/88
九条 理沙（くじょう りさ）
静香の妹で、西調布学園に通っている。ハムスターを可愛がっている。静香よりも薫に懐いている。
血液型：O型、身長：140cm、スリーサイズ：63/52/63
敦井 湧（つるい ゆう）
両親とも陸上選手で、本人も聖セリーヌ学園で陸上部員として活躍している。
血液型：AB型、身長：152cm、スリーサイズ：80/56/82
萩田 志穂（はぎた しほ）
両親とも大病院の勤務医で、自宅が独立開業の準備に伴う改築のため聖セリーヌ学園の女子寮に入っている。クラスで学級委員をしている優等生。眼鏡をかけており、額の目立った顔立ちをしている。兼田巌と幼馴染み。
血液型：O型、身長：154cm、スリーサイズ：83/57/84
白雪 雪菜（しらゆき ゆきな）
聖セリーヌ学園に通う女子生徒。暴力団組長の娘だが、両親（主に母親）は稼業のことを本人に隠しているため家業は建設業だと思っている。極度の男性恐怖症だが、父親や組員に対しては普通に接することができる。
血液型：AB型、身長：153cm、スリーサイズ：81/56/85
鈴木 秋子（すずき あきこ）
志穂の両親の勤務先で、雪菜の父親も入院している大病院・調布大学病院に勤務する看護婦。潔癖症で、監禁されてもなお主人公を病院へ連れて行きたがる。
血液型：A型、身長：168cm、スリーサイズ：87/60/88
田中 ひかり（たなか -）
聖セリーヌ学園に通う女子生徒。借金を残して父が蒸発したが、バイトで学費を稼いでいる。境遇を感じさせないほど快活。砂織と幼馴染み。
血液型：A型、身長：150cm、スリーサイズ：79/56/82
田中 亜紀（たなか あき）
西調布学園に在籍する女子生徒。ひかりの妹で、病弱のためほとんど家にいる。次兄の巧己によくいじめられている。
血液型：A型、身長：139cm、スリーサイズ：62/53/63
加藤 順子（かとう じゅんこ）
ひかりのバイト先の新聞配達店の娘で、西調布学園に通っている。ゲーム好き。ひかりと仲がよく、オーバーニーソックスがお揃い。
血液型：B型、身長：149cm、スリーサイズ：73/56/77
水無月 かな（みなづき -）
水無月家の三女で、聖セリーヌ学園に通っている。小柄で子供っぽい。お菓子好きで、リュックにたくさん入れて持ち歩いている。偏食気味であることは本人も自覚している。
血液型：AB型、身長：143cm、スリーサイズ：68/54/69
水無月 めぐみ（みなづき -）
水無月家の長女で、西川会計事務所に勤務している。聖セリーヌ学園のOGでもある。あまり家事をしなくなった母に代わり、家事も担当している。実は腐女子。彼女らの父は入り婿であるが、母も亡き祖母の連れ子であるため祖父とは誰も血縁がない。
血液型：AB型、身長：163cm、スリーサイズ：87/58/88
水無月 美里（みなづき みさと）
水無月家の次女で、一人だけ聖セリーヌ学園ではなくルージュ女学院へ通っている（ルージュ女学院は制服が有り、聖セリーヌと同年代の学校と思われる）。買い物好き。レズっ気のある同性からもてる。
血液型：AB型、身長：154cm、スリーサイズ：85/57/86
月宮 音那（つきみや おとな）
政治家の娘で、聖セリーヌ学園に通っている。美衣亜の大ファンで、寮の部屋にも多数の彼女のグッズを飾っている。気が小さく臆病。熟睡型。雪菜と仲が良い。
初期版ではパッケージに描かれている。
血液型：O型、身長：147cm、スリーサイズ：70/56/71
岬 冴子（みさき さえこ）
聖セリーヌ学園の教師。まじめな性格だが抜けたところもあり、生徒から人気がある。恋人のまさおとは、いまだプラトニックな関係でいる。
大胆に肩を出した服装だが、下着には肩紐がある。
血液型：A型、身長：166cm、スリーサイズ：89/60/88
三国 智子（みくに ともこ）
ACBテレビの突撃レポーターで、取材ではカメラマンの剛とコンビを組んでいる。芸能人と知り合うことを目的としていた一方、ジャーナリストとしての使命感は強く、監禁されてもなお主人公にインタビューを敢行する。
血液型：AB型、身長：169cm、スリーサイズ：88/60/88
兼田 絵里（かねだ えり）
有名シェフの娘で、よく兄の巌に届け物に来る。かなりのブラコン。カレン女学院の陸上部に所属しており、兄の友人でもある湧に憧れている。
血液型：B型、身長：151cm、スリーサイズ：78/56/80
五十嵐 美穂（いがらし みほ）
聖セリーヌ学園長の娘で、南塚原学園に通っている。甘やかされてわがままだと解説されているが自発的に家の掃除をしているなど、そうは見えない。
血液型：A型、身長：137cm、スリーサイズ：62/52/62

#### 「絶望2000」以降の追加ヒロイン
マルシェ・カトリエーヌ
聖セリーヌ学園に来た留学生で、元の学校の制服を着用している。フランス出身のアメリカ育ち。ペンフレンドに吹き込まれた、日本についての誤った知識を信じ込んでいる。片言な口調もあって変人に見えるが、かなり品行方正な家庭で育ったらしい。
血液型：B型、身長：153cm、スリーサイズ：83/57/83
赤石 真生（あかいし まお）
眼鏡っ娘で巫女服の霊媒師（除霊師）で、神社に間借りして自身の名を冠した 赤石霊媒院という除霊業を営んでいる。術は我流で、本当の巫女ではない。
なお、取扱説明書でのプロフィールが本編中の設定と大きく食い違っている。
血液型：O型、身長：165cm、スリーサイズ：89/59/90
カリン・エレメント
聖セリーヌ学園の転入生。丁寧な口調で微笑みを絶やさないが、物言いは一方的である。生真面目な性格だが他人の悪意に鈍感でもある。霊体を見ることが出来る。
『絶望+』、『絶望 Standard Edition』ではパッケージに描かれている。
血液型：A型、身長：154cm、スリーサイズ：84/57/86
ワーグ・スリープ
南塚原学園に通う少女。プチールと名付けた不気味なぬいぐるみを抱き、夏なのにヴィクトリア朝のようなドレスに身を包んでいる。霊体を見ることが出来る。攻略対象のなかでは一番小柄。カリンと並んでプレイヤーに人気がある。
『絶望2000』ではパッケージに描かれている。
血液型：AB型、身長：130cm、スリーサイズ：61/52/61

### その他の登場人物
兼田 巌（かねだ いわお）
聖セリーヌ学園
肝試し編の主人公。運動部に所属していて、怪力の持ち主。
シスコンで妹の絵里に甘い。
柴田 雅也（しばた まさや）
聖セリーヌ学園
優等生ではないがお祭り好きな性格で気が利き、頼りがいがある男子校内人気No.1。
砂織とほぼ両想い。
久賀 聖仁（くが きよひと）
聖セリーヌ学園
ナンパな性格で、湧と仲が悪い。
長浜 直之（ながはま なおゆき）
聖セリーヌ学園
男のくせに怖がりで、よく翔子に遊ばれる。すこし霊感がある。

## ラインナップ
絶望-青い果実の散花-
1999年9月10日発売、CD-ROM2枚組
絶望2000
2000年4月8日発売、DVD
新ヒロイン4名と、レイプイベント用キャラ6名（監禁不可）が追加される。
絶望+
2000年7月14日発売、CD
CD-ROM版の2000バージョンへの追加ディスク。
めびにゃ版
2004年4月23日発売、DVD
絶望 Standard Edition
2006年3月10日発売、DVD
2000バージョンからマップ移動やセーブ機能を改善したもの。

## 小説版
- 前薗はるか 『絶望』 パラダイム〈PARADIGM NOVELS〉 全3巻

1. 絶望 -青い果実の散花-：1999年12月10日発売。通称「アイドル編」。ISBN 4-89490-042-4
2. 絶望 -第二章-：2000年1月10日発売。通称「肝試し編」。ISBN 4-89490-075-0
3. 絶望 -第三章-：2000年3月1日発売。通称「お嬢様編」。ISBN 4-89490-081-5

※第1巻と第2巻のストーリーが完全につながっているわけではない前作『悪夢』の小説版とは異なり、小説版『絶望』は全3巻のストーリーが連続した三部作構成となっている。

## 設定資料集
- 絶望 -青い果実の散花- 原画設定資料集 パラダイム 〈ArtPack15〉：1999年12月23日発売。ISBN 4-89490-315-6

※初作に収録されている画像を全て網羅した上で、攻略本としてのデータも収録。平木直利描き下ろしポスター・ソフト販促用カード復刻版7枚組付属。